# Borîșkivți, Borșciv
Borîșkivți (în ucraineană Боришківці) este un sat în comuna Vîhoda din raionul Borșciv, regiunea Ternopil, Ucraina.

## Demografie
Componența lingvistică a localității Borîșkivți
     Ucraineană (99,52%)
     Alte limbi (0,48%)
Conform recensământului din 2001, majoritatea populației localității Borîșkivți era vorbitoare de ucraineană (99,52%), existând în minoritate și vorbitori de alte limbi.